# Anastatus dendrolimus
Anastatus dendrolimus är en stekelart som beskrevs av Kim och Pak 1965. Anastatus dendrolimus ingår i släktet Anastatus och familjen hoppglanssteklar. Inga underarter finns listade i Catalogue of Life.